# 東方完縫長蝽
東方完縫長蝽（学名：[Bryanellocoris orientalis] 错误：{{Lang}}：文本有斜体标记（帮助））为長蝽科完縫長蝽屬下的一个种。其种加词“orientalis”意为“东方的”。